# Бремер, Люсиль
Люсиль Бремер (англ. Lucille Bremer; 21 февраля 1917 — 16 апреля 1996) — американская актриса и танцовщица.
Карьеру начала в качестве танцовщицы в Радио-сити Мьюзик-холл в Нью-Йорке в шестнадцатилетнем возрасте. В 1940 году Бремер дебютировала на Бродвее в мюзикле «Панама Хэтти», вместе с начинающими звёздами бродвейских мюзиклов Верой-Эллен и Джун Эллисон. Вскоре её заметил один из разведчиков талантов, и Бремер переехала в Голливуд. Там, на пробах в студию «MGM», она впечатлила голливудского магната Луиса Б. Майера, и с ней был заключён контракт на съёмки в кино. Её кинодебют состоялся в 1944 году в музыкальной кинокартине «Встреть меня в Сент-Луисе», где она исполнила роль сестры героини Джуди Гарленд.
Далее последовали успешные крупные роли в популярных музыкальных кинокартинах «Иоланда и вор» (1945) и «Безумства Зигфилда» (1946), с Фредом Астером в главных ролях. Последний раз в качестве ведущей актрисы она появилась в фильме «Пока плывут облака» в 1946 году, после чего студия «MGM» потеряла к ней интерес и актриса переместилась на второстепенные роли. Последовавшие за этим четыре кинокартины стали последними в её кинокарьере и в 1948 году Люсиль Бремер, разочаровавшись в голливудской киноиндустрии, ушла из большого кино.
В 1948 году она вышла замуж и обосновалась в калифорнийском городке Ла-Хойя, в пригороде Сан-Диего, где прожила всю свою оставшуюся жизнь, до смерти от сердечного приступа в 1996 году.